# Kanton Tergnier
Tergnier is een kanton van het Franse departement Aisne. Het kanton maakt deel uit van het arrondissement Laon.

## Geschiedenis
In 1973 werden 20 gemeenten afgescheiden om het kanton La Fère te vormen. Op 22 maart 2015 werden de kantons weer samengevoegd bij toepassing van het decreet van 21 februari 2014.

## Gemeenten
Het kanton Tergnier omvat sindsdien de volgende 24 gemeenten:
- Achery
- Andelain
- Anguilcourt-le-Sart
- Beautor
- Bertaucourt-Epourdon
- Brie
- Charmes
- Courbes
- Danizy
- Deuillet
- La Fère
- Fourdrain
- Fressancourt
- Liez
- Mayot
- Mennessis
- Monceau-lès-Leups
- Rogécourt
- Saint-Gobain
- Saint-Nicolas-aux-Bois
- Servais
- Tergnier
- Travecy
- Versigny